# ストロンボリ級補給艦
ストロンボリ級補給艦（イタリア語: nave da rifornimento classe Stromboli）は、イタリア海軍が運用する補給艦の艦級。イタリア海軍初の本格的な補給艦である。

## 概要
船型は凹甲板型とされており、また機関配置はアフト・エンジン型タンカーとしての配置が採用されている。主機はフィアット製のディーゼルエンジン2基で、可変ピッチプロペラを装備している。
洋上移送
艦中部に門型ポスト1基を備えて、ドライカーゴ/液体貨物兼用の補給ステーション（それぞれ力量1.8トンずつ）と、これより軽量なドライ・カーゴ用の補給ステーションを両舷に1ヶ所ずつ設定している。また艦尾からも補給を行うことができる。燃料の移送速度は、艦船用燃料では毎時650 m3、ディーゼル油および航空燃料では毎時480 m3、艦尾側では毎時430 m3であった。
なお、艦尾甲板はヘリコプター甲板とされているが、ハンガーは備えていない。
物資格納
標準的な搭載内容は下記の通りである。
- 貨油1,370トン
- ディーゼル油2,830トン
- 航空燃料480トン
- その他ドライカーゴ200トン

また補修要員20名のほか250名の便乗者を乗艦させることができる。
自衛用としてMMI 76mm単装砲を備えており、これはエルサグNA-10砲射撃指揮装置による管制を受ける。火器管制レーダーとしてはオリオンRTN-10Xを備えている。

## 同型艦
| #      | 艦名                   | 起工           | 進水           | 就役            | 退役            |
| ------ | ---------------------- | -------------- | -------------- | --------------- | --------------- |
| A 5327 | ストロンボリ Stromboli | 1973年 10月1日 | 1975年 2月20日 | 1975年 10月31日 |                 |
| A 5329 | ヴェスヴィオ Vesuvio   | 1974年 7月1日  | 1977年 6月4日  | 1978年 10月31日 | 2023年 10月11日 |

### 準同型艦
この他、イラク海軍向けの「アグナデーン」が建造され、1981年2月に発注を受けて、1982年1月29日に起工、10月22日に進水し、1983年12月20日に竣工した。
しかし1986年にエジプト・アレクサンドリアまでは回航されたものの、イラン・イラク戦争に伴う戦時規制を理由としてイラク海軍への引き渡しは行われず、同地に留め置かれた。さらに1990年代に入ると湾岸危機が発生、イラクへの全面禁輸措置を求める国際連合安全保障理事会決議661の採択を受けて、売却は不可能となった。
1996年8月、艦の所有権はフィンカンティエリ社に返還され、新しい買い手を探すか、あるいはスクラップ処理されることになった。